# Charles Dwight Marsh
Charles Dwight Marsh ( Hadley, Massachusetts, 20 de diciembre de 1855 — 1932) fue un botánico, y zoólogo estadounidense.

## Biografía
Era hijo de J. Dwight Marsh y de Sarah Ingram. Obtuvo su bachillerato en Artes en la Facultad Amherst en 1877, y su M.Sc. en 1880. Se casó con Florence Lee Wilder el 27 de diciembre de 1883.
Marsh enseñó química y biología en la Facultad Ripon (Wisconsin) de 1883 a 1889, posteriormente, solamente biología desde 1889 a 1904, fue decano de 1900 a 1904. Ensenó biología en la Facultad Earlham desde 1904 a 1905. De 1905 a 1915, trabajó en "Plantas Industriales" del Ministerio de Agricultura de EE. UU., especializándose en fisiología vegetal de plantas venenosas. Desde 1915 hasta su jubilación en 1931, se ocupó del servicio de Producción Animal. Obtuvo su doctorado en la Universidad de Chicago en 1904, y un doctorado honorario de Ciencias en 1927.
Además de sus trabajos sobre las plantas venenosas, se interesó de los crustáceos.

## Algunas publicaciones
- 1912. A new crustacean, Diaptomus virginiensis, and a description of Diaptomus tyrelli Poppe. 6 pp.
- 1914. Menziesia, a new stock-poisoning plant of the Northwestern States. 3 pp.

### Libros
- 1901. The plankton of fresh water lakes: Address of the retiring president, C. Dwight Marsh. 187 pp.
- 1904. The plankton of Lake Winnebago and Green Lake ... Ed. University of Chicago. 94 pp. Con múltiples reediciones, como la de 2010 de BiblioLife. 154 pp. ISBN 1147980942 en línea
- 1909. The loco-weed disease of the plains. Volumen 112 de Bulletin (United States. Bureau of Animal Industry). 130 pp.
- 1913. Report on fresh-water Copepoda from Panama, with descriptions of new species. Volumen 61, Nº 3 de (Smithsonian Miscellaneous Collections). 28 pp.
- 1916. Larkspur poisoning of live stock. Nº 365 de Bulletin (United States. Dept. of Agriculture). 91 pp.
- -------, arthur brooks Clawson, hadleigh Marsh. 1916. Lupines as poisonous plants. Volumen 405 de USDA, Bulletin. 45 pp.
- 1919. Stock-poisoning plants of the range. 24 pp.
- 1920. The whorled milkweed (asclepias galioides) as a poisonous plant. Volumen 800 de USDA, Bulletin. 40 pp.
- 1925. A synopsis of the species of Boeckella and Pseudoboeckella, with a key to the genera of the fresh-water Centropagidae. 28 pp.
- 1934. Synopsis of the calanoid crustaceans, exclusive of the Diaptomidae, found in fresh and brackish waters, chiefly of North America. 58 pp.

## Honores
Fue nombrado curador honorario del Departamento de oncología del Museo Nacional de Historia Natural del Instituto Smithsoniano.
- La abreviatura «Marsh» se emplea para indicar a Charles Dwight Marsh como autoridad en la descripción y clasificación científica de los vegetales.[1]

## Abreviatura (zoología)
La abreviatura Marsh  se emplea para indicar a Charles Dwight Marsh como autoridad en la descripción y taxonomía en zoología.